# Iglesia de San Pedro de Gessate
La iglesia de San Pedro de Gessate (o San Pietro in Gessate en italiano) es una iglesia existente en la ciudad de Milán, en Italia. Se encuentra ubicada frente al céntrico Palazzo di Giustizia y es una iglesia que constituye un magnífico ejemplo de Arquitectura gótica italiana, según corresponde al estilo dominante en la época de su construcción, el siglo XV.

## Descripción
Los arquitectos de las obras fueron Guiniforte Solari o su hijo Pietro Antonio; y concibieron una iglesia formada por tres naves con vanos de planta cuadrada cubierta por bóveda de crucería ojival, teniendo a cada lado dos hileras de capillas con terminación poligonal. El claustro presenta columnas con capiteles de orden dórico, de un tipo no demasiado clásico, similar a los existentes en la fachada del Palazzo Landriani  o en los laterales de la iglesia de Santa María de Celso, donde se atestigua la colaboración de Giovanni Antonio Amadeo. 

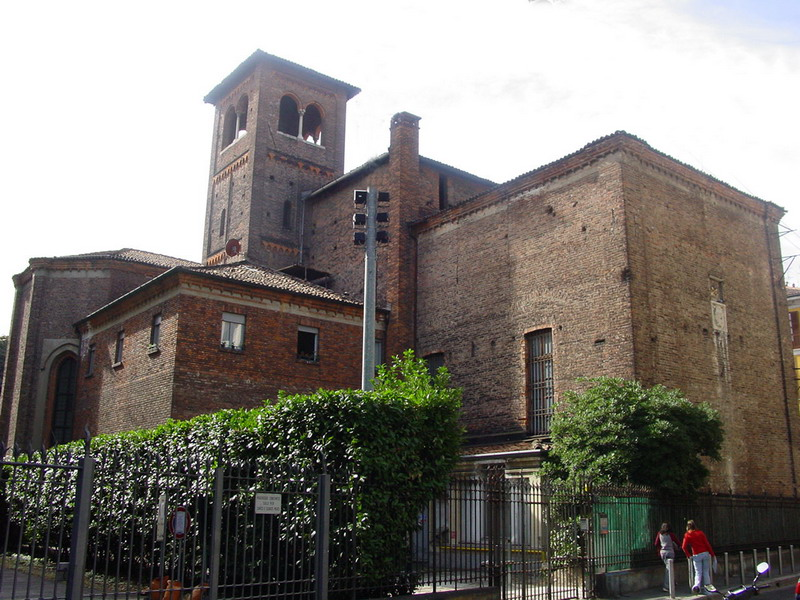
Ábside.

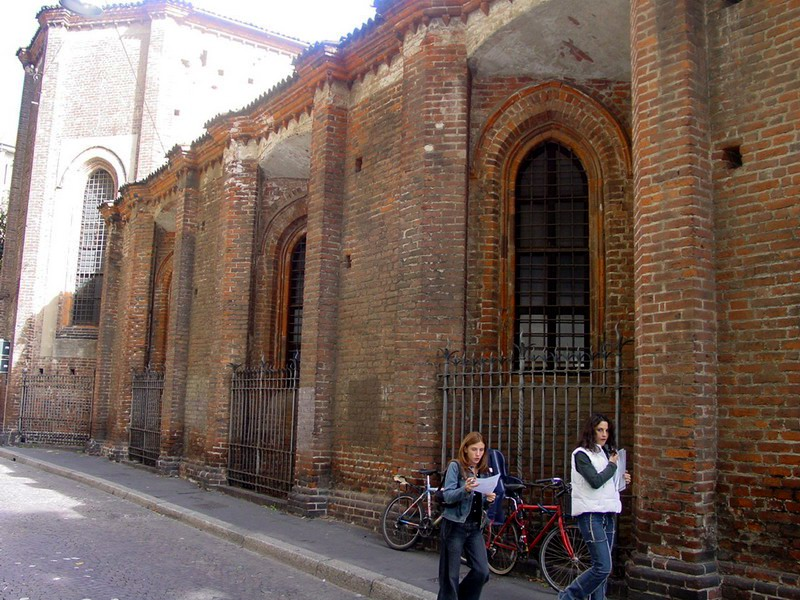
Lateral izquierdo de la iglesia.

Los pilares de la nave, en lugar de las pilastras de tradición gótica, están constituidos por columnas corintias de granito, como única concesión al estilo del humanismo florentino y a la arquitectura de Filippo Brunelleschi a través de las influencias de Filarete sobre el joven Amadeo.
San Pietro in Gessate reúne en su interior una importante serie de obras pictóricas correspondientes al Renacimiento lombardo, como alguna de las capillas ornadas con frescos de Giovanni Donato Montorfano y especialmente la cappella Grifi, decorada con la espectacular Historia de san Ambrosio de Bernardino Butinone y Bernardo Zenale, realizada después de que quien hizo el encargo hubiese en vano contratado al bresciano Vincenzo Foppa. En dicha capilla puede admirarse el impresionante realismo de la estatua de la tumba con la representación escultórica del cadáver de Ambrogio Grifi, quien encargase los frescos antedichos. La tumba es obra de Benedetto Briosco, aprendiz de Amadeo.
Con destino a la misma iglesia Vincenzo Foppa había realizado en los primeros años del siglo XVI una bellísima Deposizione, que fue adquirida tiempo después por el Museo de Berlín, resultando destruida durante la Segunda Guerra Mundial. Es de destacar, hacia 1514, un bello fresco de Ambrogio Bergognone sobre el Funeral de San Martín, que nos ha llegado en condiciones precarias de conservación.
- Datos: Q901469
- Multimedia: San Pietro in Gessate (Milan) / Q901469